# Dicliptera krugii
Dicliptera krugii là một loài thực vật có hoa trong họ Ô rô. Loài này được Urb. mô tả khoa học đầu tiên năm 1911.